# 모멘트 (수학)
모멘트(moment)는 함수의 형상에 관한 정량적 측정이다. 함수가 질량을 나타내는 경우 첫 번째 모멘트는 질량의 중심이고 두 번째 모멘트는 회전 관성이다. 함수가 확률분포인 경우 첫 번째 모멘트는 기대값, 두 번째 중심 모멘트는 분산, 세 번째 표준화 모멘트는 왜도, 네 번째 표준화 모멘트는 첨도이다. 수학적 모멘트 개념은 물리학의 모멘트 개념과 밀접한 관련이 있다.

## 같이 보기
- 멱평균
- 모멘트 생성 함수